# The Tonight Show

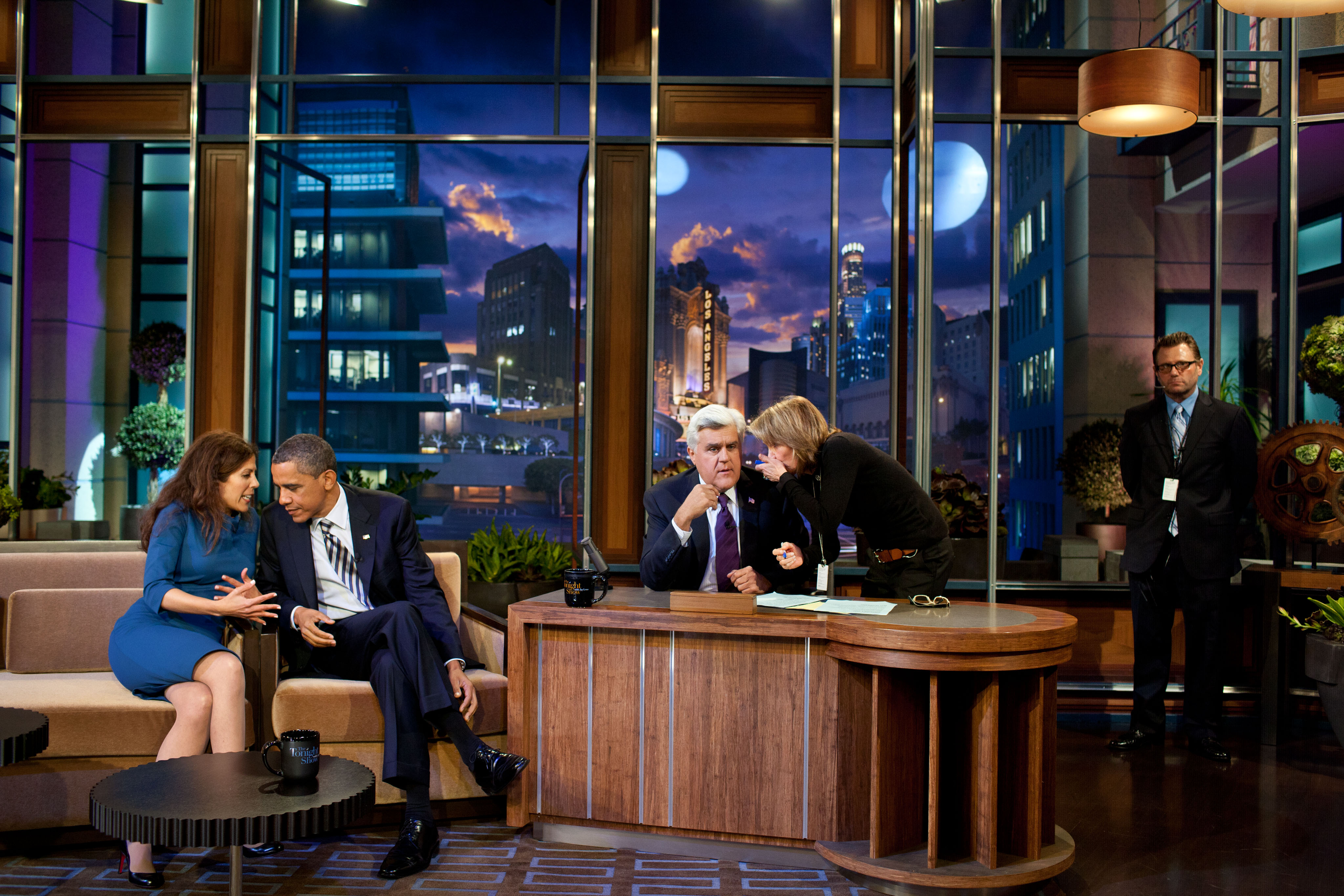
Leno i el president Barack Obama al plató de The Tonight Show durant un descans en la gravació, el 25 d'octubre de 2011.

The Tonight Show és el programa d'entrevistes nocturn més longeu de l'NBC, presentat actualment per Jimmy Fallon des de Nova York, els Estats Units. És un programa de conversa estrenat el 27 de setembre de 1954 com un xou de 105 minuts presentat per Steve Allen des de la ciutat de Nova York. El programa inclou almenys 2 convidats per nit, usualment un comediant o un músic.
Ara en la seva 52a temporada (encara que les seves arrels provenen d'un programa local de Nova York d'inicis de la dècada del 50 anomenat Broadway Open House), The Tonight Show és el segon programa d'entreteniment més longeu de la televisió nord-americana (després de la telenovel·la Guiding Light).
Encara que oficialment s'acredita al productor de la NBC Pat Weaver com el creador de Tonight Show (ell va crear la versió matinal, The Today Show), Allen havia creat gran part de l'estructura de Tonight en el late-night local que s'emetia a Nova York, que va ser estrenat l'any 1953 en el qual és ara WNBC-TV.
El comediant nord-americà Johnny Carson va estar 30 anys com a presentador de The Tonight Show Starring Johnny Carson.

## Presentadors
| Presentador           | Des de                 | Fins a                 | Notes                                                                                             |
| --------------------- | ---------------------- | ---------------------- | ------------------------------------------------------------------------------------------------- |
| Steve Allen           | 27 de setembre de 1954 | 25 de gener de 1957    | Programa de Varietats                                                                             |
| Ernie Kovacs          | 1 d'octubre de 1956    | 22 de gener de 1957    | Presentador de les edicions de dilluns i dimarts                                                  |
| Jack Lescoulie        | 28 de gener de 1957    | 7 de juny de 1957      | Canvia el format a un programa de notícies: Tonight! America After Dark                           |
| Al Collins            | 10 de juny de 1957     | 26 de juliol de 1957   | Va reemplaçar a Lescoulie                                                                         |
| Jack Paar             | 29 de juliol de 1957   | 30 de març de 1962     | Canvia el format a un talk show: Tonight Starring Jack Paar                                       |
| Diversos presentadors | 2 d'abril de 1962      | 28 de setembre de 1962 | Interludi entre les eres de Paar i Carson. Entre els presentadors interins es troba Groucho Marx. |
| Johnny Carson         | 1 d'octubre de 1962    | 22 de maig de 1992     | The Tonight Show Starring Johnny Carson                                                           |
| Jay Leno              | 25 de maig de 1992     | 29 de maig de 2009     | The Tonight Show with Jay Leno                                                                    |
| Conan O'Brien         | 1 de juny de 2009      | 22 de gener de 2010    | The Tonight Show with Conan O'Brien                                                               |
| Jay Leno              | 22 de gener de 2010    | 6 de febrer de 2014    | The Tonight Show with Jay Leno                                                                    |
| Jimmy Fallon          | 17 de febrer de 2014   | En emissió             | The Tonight Show Starring Jimmy Fallon                                                            |

### Steve Allen

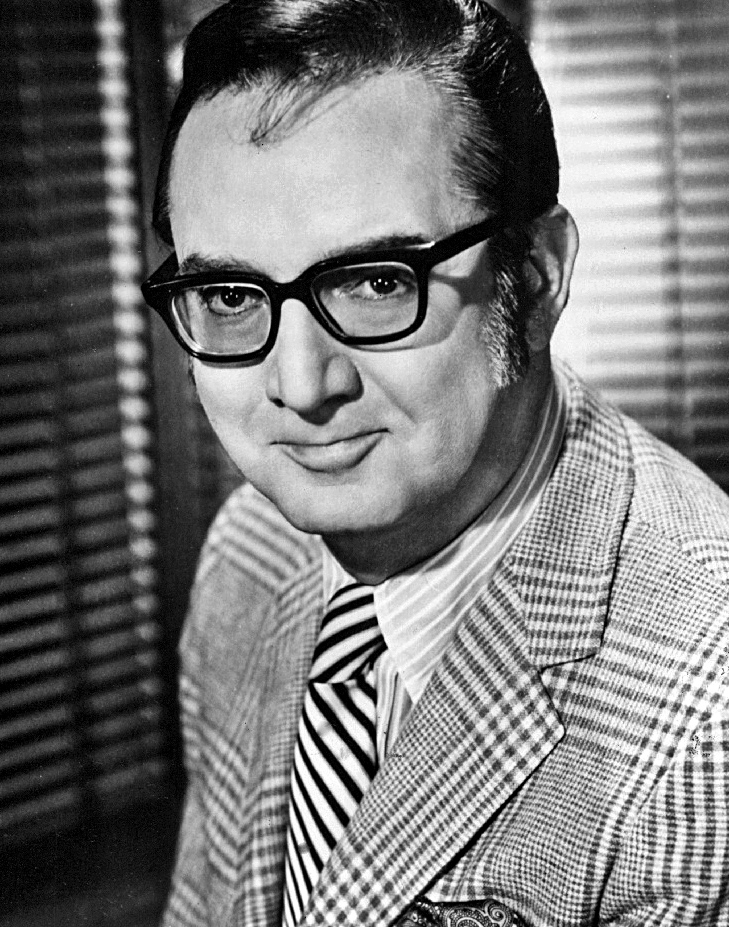
Steve Allen, primer presentador del programa (Tonight starring Steve Allen, 1954)

El presentador original de Tonight va ser Steve Allen. Gràcies a la seva popularitat en aquest programa, se li va concedir el seu propi programa nocturn, barallant per l'audiència amb l'altre presentador entre 1956 i 1957, Ernie Kovacs. Quan Allen estava preparant el seu propi programa estel·lar, Kovacs presentava Tonight les nits de dilluns i dimarts. Més que un presentador, Kovacs era un anunciant i un líder de la banda.
A diferència de la primera entrega del programa de Johnny Carson, que està perdut a excepció dels enregistraments d'àudio, sobreviu un enregistrament amb cinescopi de la major part del primer Tonight Show dirigit per Allen. En aquesta gravació, Allen afirma durant el seu monòleg inicial que "aquest espectacle continuarà per sempre"; tot i que, en context (i com a part d'una sèrie d'acudits), Allen es refereix al fet que el programa està programat per executar-se a altes hores de la nit, la seva declaració s’ha agafat per referir-se a la longevitat de la franquícia.
Durant els últims anys d'Allen, la membre regular de l'audiència Miss Miller va començar a integrar-se al programa, ella va ser forçada a entrar a l'AFTRA (Unió de treballadors de radi i televisió). El locutor original de l'era Allen va ser Gene Rayburn, qui va fer història quan va presentar el concurs Match Game.

### Diversos presentadors (1a vegada)
Després que Allen i Kovacs van deixar Tonight el gener de 1957, la NBC va canviar el format, i va canviar el nom del programa pel de Tonight! America After Dark i ho va transformar en un programa de notícies, presentat per Jack Lescoulie, amb entrevistes a càrrec de Hy Gardner. Aquesta nova versió del xou, que essencialment era una versió nocturna de Today Show, no va ser molt popular, i el juliol de 1957 el programa va tornar a incorporar les varietats i les converses, va recuperar el nom original i va tenir a Jack Paar com a presentador.

### Jack Paar
An English lady is visiting Switzerland. She asks about the location of the 'WC'. The Swiss, thinking she is referring to the 'Wayside Chapel', leaves her a note that said (in part) 'the WC is situated nine miles from the room that you will occupy. It is capable of holding about 229 people and it is only open on Sunday and Thursday. It may interest you to know that my daughter was married in the WC and it was there that she met her husband. I shall be delighted to reserve the best seat for you, if you wish, where you will be seen by everyone'. 

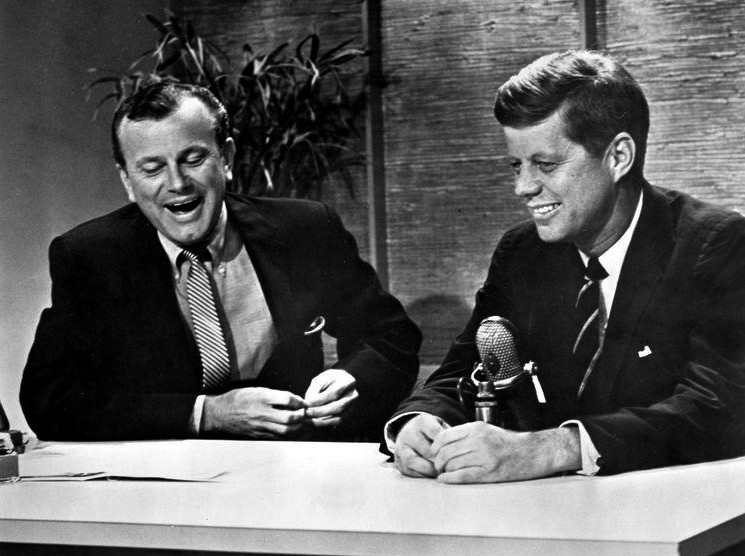
Jack Paar entrevistant al llavors senador de Massachusetts John F. Kennedy (The Tonight Show starring Jack Paar, 1959)

L'11 de febrer de 1960, Jack Paar va sortir amb gran polèmica per un mes del seu programa després que editors censuressin una secció, filmada la nit anterior amb un acudit sobre banys. L'acudit sobre banys (en anglès W.C.) va causar controvèrsia quan va incloure una senyora anglesa visitant Suïssa. Ella va preguntar sobre on hi havia un bany (o W.C.). La senyora suïssa ho va malinterpretar creient que parlava sobre Wayside Chapel, i li va deixar una nota que deia "el W.C. se situa a 9 milles del lloc que ocupa… Té una capacitat de 229 persones i només obre els diumenges i dimarts… Si li interessa pot saber que la meva germana es va casar aquí i aquí va ser on va conèixer al seu marit… És un lloc molt recomanable per anar de visita, i si desitja, pot ser vista per tots."
Després que va deixar el seu escriptori va dir "Deixo The Tonight Show. Deu haver una millor manera de viure". L'abrupta sortida de Paar va fer que el seu anunciant, Hugh Downs, acabés l'enregistrament. Paar va tornar al programa el 7 de març de 1960, mirant a la càmera i dient "Tal com vaig dir abans que fos interromput". Per descomptat, l'audiència va explotar en aplaudiments. Ell va continuar dient, "Quan vaig haver de sortir, vaig dir que havia d'haver una millor forma de viure. Bé, la vaig buscar i no n'hi ha".

### Diversos presentadors (2a vegada)
Després de la sortida de Jack Paar, el nom de la sèrie es va revertir a The Tonight Show i va continuar amb un gran nombre de presentadors fins que va començar la nova era del programa (amb Johnny Carson).

### Johnny Carson

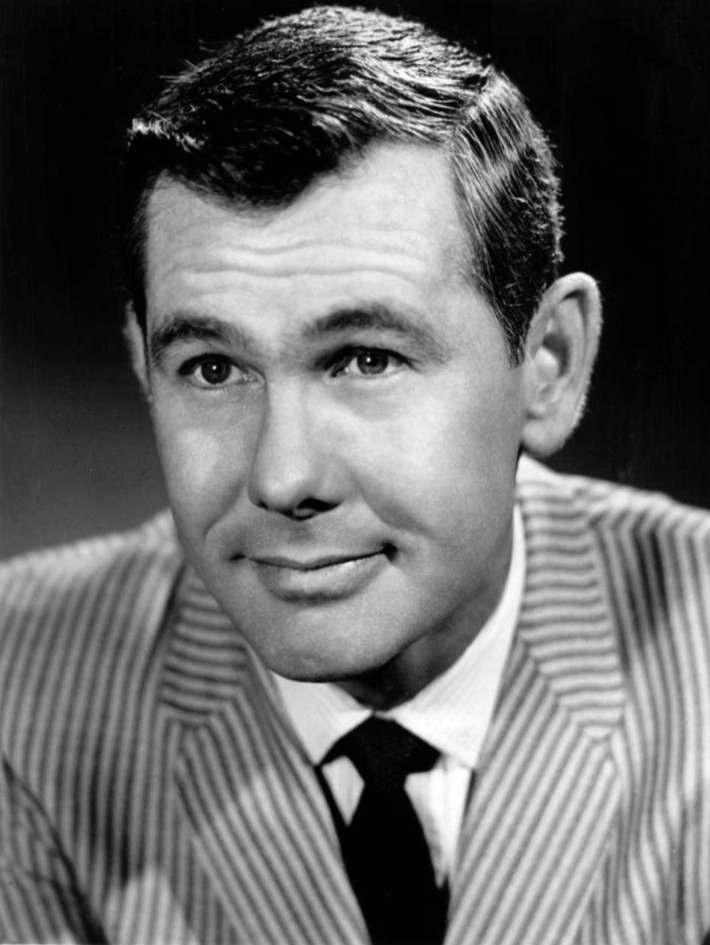
Johnny Carson en The Tonight Show starring Johnny Carson, 1965.

Paar va deixar el programa al març de 1962, i Johnny Carson va ser triat com el seu successor i presentat l'1 d'octubre per Groucho Marx per conduir el programa. Per la gran majoria de la seva primera dècada en l'aire, l'edició de Carson de Tonight Show tenia com a base la ciutat de Nova York. El maig de 1972 el xou es va moure a Burbank, Califòrnia (encara que s'anunciava que tenia base a Hollywood). El locutor Ed McMahon va ser l'acompanyant de Carson quan va estar al programa.

### Jay Leno

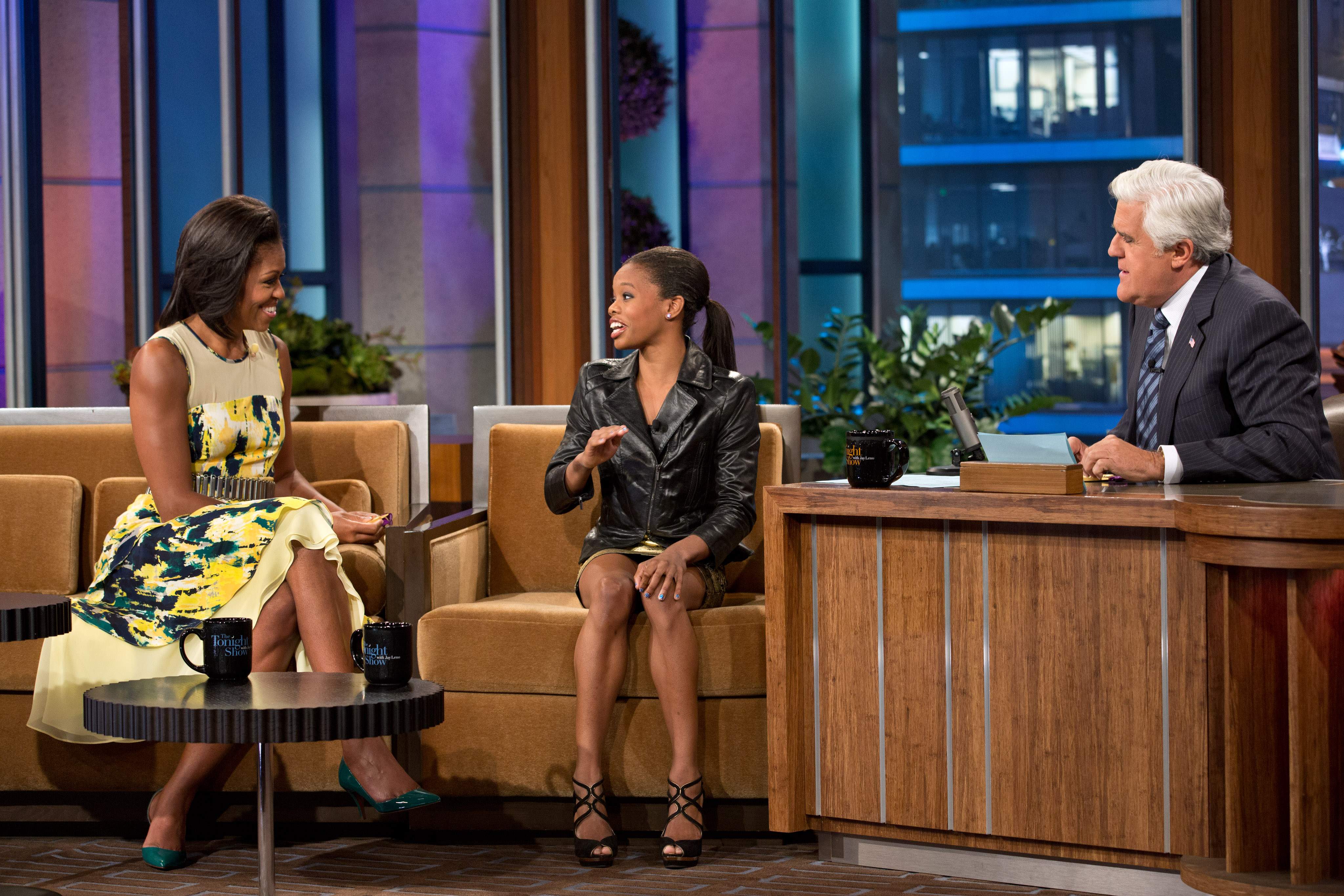
Michelle Obama entrevistada per Jay Leno (The Tonight Show starring Jay Leno, 2012)

Johnny Carson es va retirar el 22 de maig de 1992, per la qual cosa va ser reemplaçat per Jay Leno.
El títol complet actualment és The Tonight Show with Jay Leno. Durant l'era Carson era conegut com The Tonight Show Starring Johnny Carson. Durant l'era Paar, es va conèixer en un principi com Tonight Starring Jack Paar, i després The Jack Paar Tonight Show, i eventualment va ser succeït pel programa estel·lar dominical de Paar a la NBC titulat The Jack Paar Program.
El 27 de setembre de 2004, en el 50º aniversari de l'estrena del programa, NBC va anunciar que Jay Leno deixaria el seu lloc en favor de Conan O'Brien en el 2009. Leno va explicar que el no volia repetir la controvèrsia que va causar quan va obtenir el dret de conduir el programa després del retir de Carson, deixant sense oportunitats a David Letterman.
L'any 2010, a causa que el nou programa de Jay Leno en primetime no va funcionar, The Jay Leno Show, va ser escurçat i traslladat al seu horari antic de les 11.35 PM, la qual cosa va fer que The Tonight Show with Conan O'Brien comencés a les 12.05, la qual cosa Conan O'Brien no va acceptar renunciant i retornant la conducció de Tonight a Leno.
Jay Leno va realitzar el seu últim Tonight el 6 de febrer de 2014, acabant així amb 22 anys en la conducció del programa.

### Conan O'Brien
Conan O'Brien va prendre el relleu de Jay Leno com a presentador de The Tonight Show l'1 de juny de 2009, després d'haver estat el convidat de l'últim programa conduït per Jay Leno, el 29 de maig de 2009.
Aquest també ha estat el presentador de "The Tonight Show" de menys durada en els seus anys d'història, només durant un temps de gairebé 7 mesos després d'una baralla per l'horari en el qual el programa seria transmès. O'Brien i NBC van arribar a un acord de contracte el 21 de gener de 2010 cedint novament el programa al seu anterior presentador Jay Leno després dels Jocs Olímpics d'Hivern i restringint-li rebre ofertes d'altres cadenes fins a l'1 de setembre de 2010.
El seu últim dia com a presentador del programa va ser el 22 de gener de 2010 amb els convidats Tom Hanks, Will Ferrell, Steve Carell (no anunciat) i com a artista convidat Neil Young.

### Jimmy Fallon

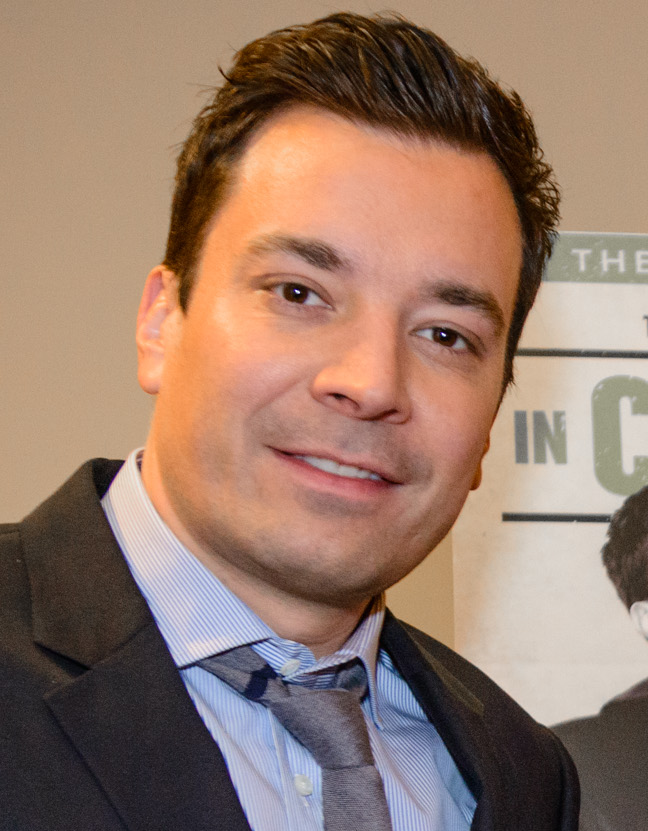
Fallon a finals del 2013, mesos abans d'heretar The Tonight Show.

L'abril del 2013, la NBC va confirmar que el llavors conductor de Late Night with Jimmy Fallon, seria el substitut de Jay Leno en la conducció de "Tonight Show".
A més de realitzar el canvi de conductor, el programa va canviar de ciutat des de Los Angeles (des d'on s'havia transmès des de 1972 amb Carson, Leno (NBC Studios a Burbank i O'Brien (Universal Studios a Hollywood).) a Nova York (on va néixer el programa amb Allen, Parr i Carson fins a 1972, en els NBC Studios situats a Rockefeller Center).
També el productor executiu és Lorne Michaels, productor de Late Night (1993-) i Saturday Night Live.
L'11 de juny de 2013 es va confirmar que el programa seria anomenat The Tonight Show Starring Jimmy Fallon, usant el "Starring", de la mateixa forma que Allen, Paar i Carson, ho van utilitzar al seu moment.
El programa va començar el 17 de febrer de 2014, a una setmana després de la retirada de Leno i a una de l'estrena de Late Night with Seth Meyers, a causa de la cobertura dels Jocs Olímpics d'hivern, on l'audiència seria més alta.

## Música i presentadors

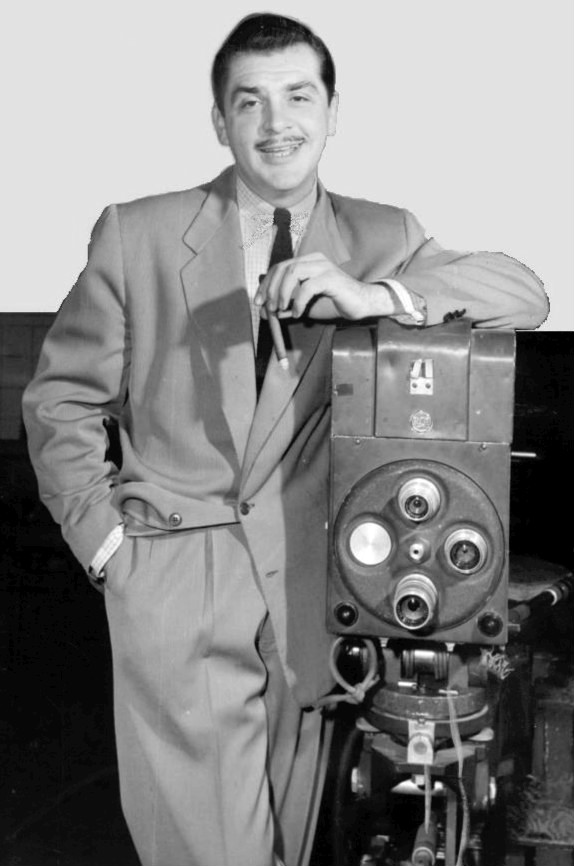
Ernie Kovacs, substitut habitual durant l'era de Steve Allen.

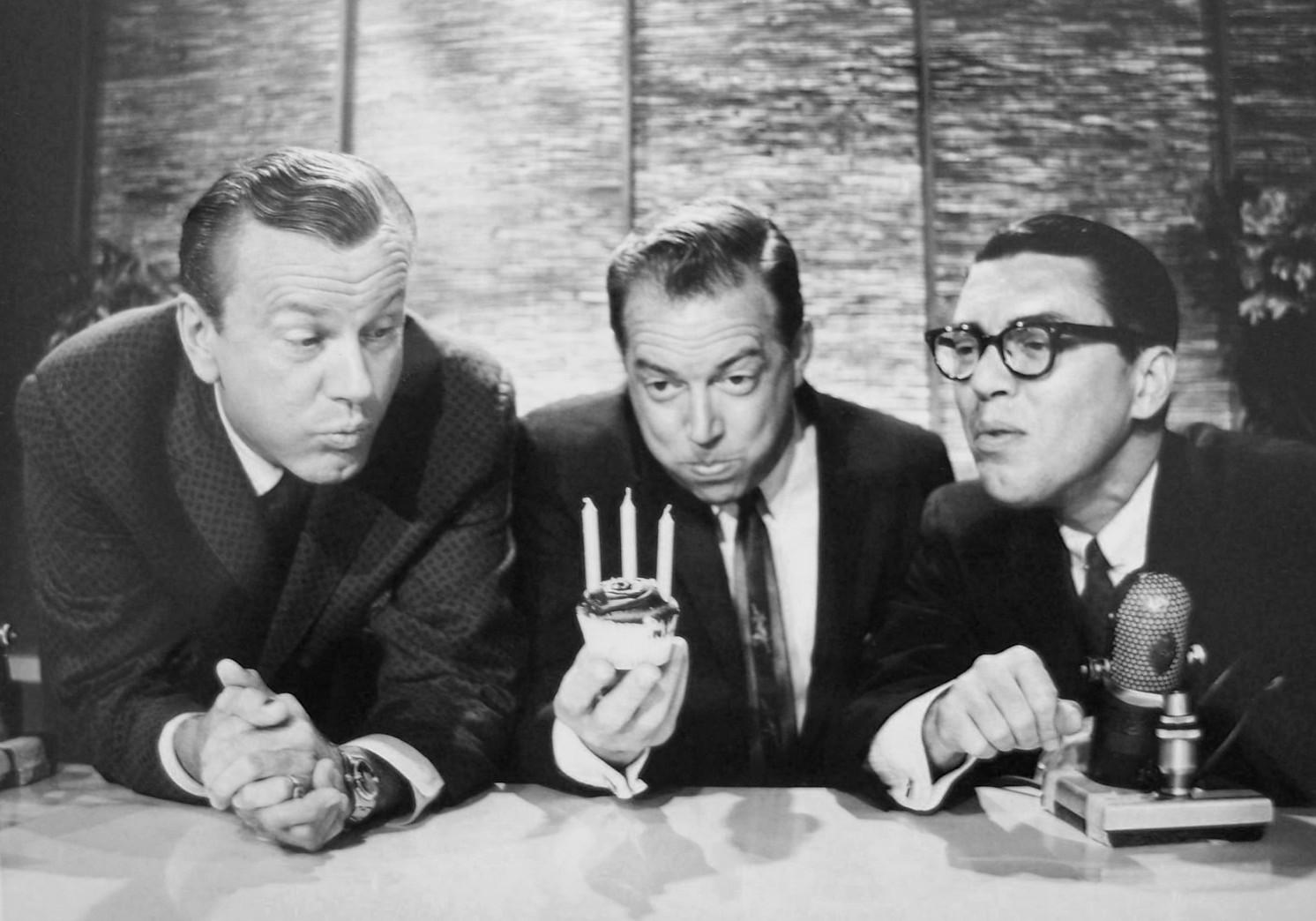
Presentador Jack Paar, l'announcer / ajudant Hugh Downs, i el líder de la banda José Melis durant l'era de Paar.

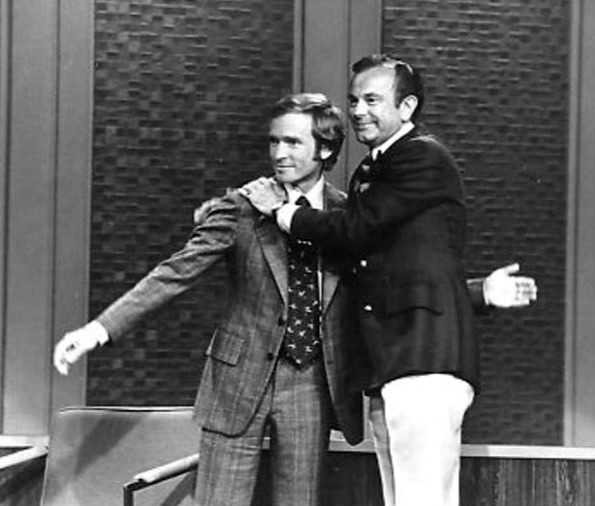
Dick Cavett i Jack Paar, 1973

La música durant la introducció del programa i els talls cap a la publicacitat els realitza la The Tonight Show Band. Aquest conjunt era una big band de jazz fins al final de l'època de presentador de Johnny Carson. Skitch Henderson va ser el líder de la banda durant els anys de Steve Allen i els primers anys de Carson, seguit breument per Milton DeLugg (que havia dirigit anteriorment la banda a Broadway Open House i més tard es va convertir en el director musical de The Gong Show). Gene Rayburn va ser el presentador i ajudant d'Allen i també va presentar alguns episodis durant la primera part de l'època de Carson. El Lou Stein Trio va proporcionar l'acompanyament musical durant la curta durada de Tonight! America After Dark, que es va emetre durant sis mesos entre les eres de Steve Allen/Ernie Kovacs i Jack Paar a The Tonight Show, i més tard va ser reemplaçat pel Mort Lindsey Quartet, que a la vegada va ser reemplaçat pel Johnny Guarnieri Quartet. José Melis va liderar la banda per a Jack Paar, i, després d'un curt període en què es va fer servir l'actor còmic Franklin Pangborn, Hugh Downs va ser l'announcer de Paar. Durant la major part de l'època de Johnny Carson en el programa, la banda del programa, llavors anomenada "The NBC Orchestra" va ser liderada per Doc Severinsen, exsolista de trompeta de la banda de Henderson per a Steve Allen.
Quan McMahon no estava al programa, Severinsen era el presentador substitut i Tommy Newsom liderava la banda. (Newsom també assumia la posició de líder quan Severinsen estava absent del programa.) En les rares ocasions en què McMahon i Severinsen estaven absents, Newsom prenia la cadira del presentador i la banda era dirigida pel director musical assistent Shelly Cohen.
La gran banda de Severinsen va incloure diversos músics a banda del saxofonista Newsom, el trompetista Snooky Young, el pianista Ross Tompkins, el bateria Ed Shaughnessy, el trompetista John Audino, el trompetista Conte Candoli, el saxofonista Pete Christlieb i la llegenda de la trompeta del món del jazz Clark Terry. La banda apareixia sovint a càmera als segments "Stump the Band", on un membre de l'audiència desafiava la banda a tocar una cançó complicada i la banda improvisava de manera còmica alguna cosa apropiada. La rutina es feia per pur valor còmic i no s'esperava que la banda realment conegués les cançons; en dues ocasions, la banda va respondre correctament, molt a la sorpresa del mestre. Severinsen va preguntar incrèdul: "Voleu dir que ho hem aconseguit de veritat…?"
Quan l'època de Carson va acabar el 1992, l'orquestra va ser eliminada i substituïda per un ensemble més petit. El primer director musical durant la gestió de Leno va ser Branford Marsalis. El 1992, la Tonight Show Band va donar la benvinguda a la seva primera membre femenina, Vicki Randle. El 1995, Kevin Eubanks va substituir Marsalis, tot i que el tema escrit per Marsalis es va utilitzar durant tota la primera gestió de Leno. El 29 de març de 2004, John Melendez del The Howard Stern Show va substituir l'annunciador de llarga durada de Leno, Edd Hall.
Conan O'Brien va anunciar a l'episodi del 18 de febrer de 2009 del Late Night que The Max Weinberg 7 (rebatejada com a The Tonight Show Band, i amb l'afegit d'un segon percussionista), la banda resident d'aquell programa, l'acompanyaria a The Tonight Show com a banda resident de la seva època. Es va anunciar el 23 de febrer de 2009 que l'exacompanyant del Late Night Andy Richter seria l'annunciador d'O'Brien. Richter va substituir l'antic presentador de llarga durada d'O'Brien, Joel Godard (qui va romandre a Nova York), quan va començar la seva versió de The Tonight Show.
Per a la segona època de The Tonight Show amb Jay Leno, es va seleccionar un nou director musical, tot i que el director original Kevin Eubanks va tornar durant unes setmanes en la transició. Va anunciar oficialment la seva partida després de 18 anys el 12 d'abril del 2010, amb el seu últim episodi emetent-se el 28 de maig. Rickey Minor va ser anunciat com el seu reemplaçament i va prendre el control el 7 de juny. El programa també va inaugurar una nova melodia composta per Minor.
Amb el retorn de The Tonight Show de Leno el març del 2010, Melendez va continuar en el rol d'escriptor, el qual li va ser assignat en el programa en prime time The Jay Leno Show, tot i que la tasca de presentador va ser a càrrec de Wally Wingert.
Jimmy Fallon va començar a presentar The Tonight Show el 17 de febrer de 2014; la seva banda resident a  Late Night, The Roots, se li va unir, així com el presentador Steve Higgins.

## Emissió internacional
The Tonight Show és emès a Europa per CNBC, usualment, la nit després de ser emès als Estats Units. També s'emet amb èxit en la cadena de pagament Foxtel d'Austràlia, amb nous episodis estrenats en un màxim de 48 hores després de ser gravat. A Suècia Kanal 5 emet The Tonight Show des de finals dels anys 90.
A l'Índia i Sri Lanka  The Tonight Show  s'emet pel canal Comedy Central India els caps de setmana a les 11:00 PM - dins de les 24 hores després de l'emissió dels EUA. A més, a Sri Lanka, a través del canal [CNBC Asia es transmeten edicions consecutives del programa els caps de setmana.
En els anys 80 va ser emesa en el Regne Unit, sense molt èxit. Tonight With Des O'Connor es considera com l'equivalent anglès del xou, així com Wogan (presentat per Terry Wogan).